# Jacek Kucharczyk
Jacek Kucharczyk (ur. 8 stycznia 1962) – polski socjolog, od 2009 prezes zarządu Fundacji Instytut Spraw Publicznych.

## Życiorys
Ukończył studia w zakresie filologii angielskiej na Uniwersytecie Warszawskim, kształcił się także w zakresie filozofii na University of Kent. W latach 90. był stypendystą w nowojorskiej The New School for Social Research. W 1999 uzyskał stopień doktora socjologii w Instytucie Filozofii i Socjologii PAN. Zajmuje się kwestiami demokracji, polityki zagranicznej, a także integracji europejskiej. Autor publikacji z zakresu tej tematyki, a także komentator wydarzeń politycznych w prasie, radiu i telewizji.
Od lat 90. jest związany z Instytutem Spraw Publicznych. Był dyrektorem programowym tej organizacji, członkiem zarządu, następnie w 2009 został prezesem jej zarządu, zastępując Lenę Kolarską-Bobińską. Był członkiem rad organizacji Policy Association for an Open Society (PASOS) oraz European Partnership for Democracy w Brukseli. W latach 2011–2015 był członkiem rady Krajowej Szkoły Administracji Publicznej. Wszedł w skład rady Prague Civil Society Center, rady Fundacji Ośrodek Kontroli Obywatelskiej OKO oraz kapituły Nagrody im. Janiny Paradowskiej i Jerzego Zimowskiego.

## Wybrane publikacje
- Przygody z utopią, Fundacja Edukacja dla Demokracji, Warszawa 1989
- Polska eurodebata (współredaktor), ISP, Warszawa 1999
- Europa-Ameryka. Transatlantycki wymiar reform Unii Europejskiej (red.), ISP, Warszawa 2002
- Mosty przez Atlantyk? Postawy Polaków, Czechów, Słowaków wobec Stanów Zjednoczonych (współredaktor), ISP, Warszawa 2005
- Obywatele Europy. Integracja europejska w polskim życiu publicznym (współredaktor), ISP, Warszawa 2005
- Democracy and Populism in Central Europe: The Visegrad Elections and Their Aftermath (współautor), IVO, Bratysława 2007
- Demokracja w Polsce 2005–2007 (współredaktor), ISP, Warszawa 2007
- Demokracja w Polsce 2007–2009 (współredaktor), ISP, Warszawa 2009
- W stronę europejskiego demos? Polskie wybory do Parlamentu Europejskiego w 2009 roku w perspektywie porównawczej (współredaktor), ISP, Warszawa 2010